# Coleophora kuehnella
Coleophora kuehnella là một loài bướm đêm thuộc họ Coleophoridae. Nó được tìm thấy ở châu Âu (from Ý, across Central châu Âu up to Southern Scandinavia), the Kavkaz và Thổ Nhĩ Kỳ.
Sải cánh dài 14–17 mm. Con trưởng thành bay từ tháng 5 đến tháng 7 tùy theo địa điểm.
Ấu trùng ăn Quercus, và supposedly also Prunus và Salix.